# Emmanuelle Mignon
Pour les articles homonymes, voir Mignon (homonymie).
Emmanuelle Mignon, née le 26 avril 1968 à Paris, est une haute fonctionnaire française. Elle est directrice du cabinet du président de la République Nicolas Sarkozy entre mai 2007 et le 28 juillet 2008, date à laquelle elle est nommée conseillère auprès du président de la République, avant de retourner au Conseil d'État le 5 décembre 2009.

## Biographie

### Études et débuts professionnels
Elle étudie au collège et lycée Sainte-Marie de Neuilly, avant d entrer en classes préparatoires au lycée Sainte-Geneviève de Versailles et a été membre des Scouts unitaires de France.
Elle sort diplômée de l'ESSEC (promotion 1990) et de l'Institut d'études politiques de Paris (promotion 1992), puis major de l'ENA (École nationale d'administration) en 1995 (promotion René Char), et devient auditeur de 2e classe, puis de 1re classe, au Conseil d'État. Elle a également entrepris une licence de théologie qu'elle a momentanément interrompue en rejoignant le cabinet de Nicolas Sarkozy.
Elle a enseigné plusieurs années le droit public à l’Institut d'études politiques de Paris et à l'école préparatoire IPESUP, ainsi que la fiscalité à l'ESSEC. En novembre 1997, elle effectue une mission d'observation électorale en Bosnie-Herzégovine (ville de Bosanski Petrovac) pour l’OSCE. En 1998, elle est nommée maître des requêtes au Conseil d'État. Au Conseil d'État, elle a été successivement rapporteur à la section du contentieux, responsable du centre de documentation et commissaire du gouvernement. 
Elle a également été commissaire nationale guide aux Scouts unitaires de France dans les années 1990, considérant en janvier 2006 que « [sa] vie scoute [lui] a appris que le service du bien public fait partie des missions du chrétien. Il n'y a pas incompatibilité. »

### Conseillère de Nicolas Sarkozy
En 2002, elle est nommée conseillère au cabinet du ministre de l’Intérieur Nicolas Sarkozy, chargée des questions juridiques et des libertés publiques. Elle lui aurait été recommandée par Renaud Denoix de Saint Marc, vice-président du Conseil d'État après que le ministre de l'Intérieur lui a réclamé « le plus beau cerveau de [s]es services ». Elle pilote alors le groupe de travail chargé de faire des propositions pour l'abolition de la double peine, coordonne la lutte contre l'antisémitisme et assure les liens avec les organisateurs de rave parties et de teknivals.
En mars 2004, elle suit Nicolas Sarkozy au ministère de l'Économie et des Finances, où elle a notamment la responsabilité de la concurrence et de l'accord sur la baisse des prix. En novembre 2004, elle devient directrice des études de l'UMP : elle est chargée des discours et de l'élaboration du projet de l'UMP en vue des élections présidentielle et législatives de 2007.
Elle a ainsi présenté ses idées dans Le Monde du 2 septembre 2004 : « J'ai toujours été conservatrice, j'aime l'ordre. Je crois à l'initiative individuelle, à l'effort personnel et, en matière économique, à la main invisible du marché». Concernant le terme « conservatrice », elle précise : « Il faut le comprendre dans le sens britannique. » La même année, elle se déclare en faveur d’une privatisation totale de l’éducation nationale.
C'est elle qui a permis la rencontre entre le frère dominicain Philippe Verdin et Nicolas Sarkozy, qui donna naissance au livre La république, les religions, l'espérance, publié aux Éditions du Cerf.
Elle intègre la promotion 2005 des « Young Leaders » de la French-American Foundation.
Le 9 juin 2005, elle est nommée conseillère auprès de Nicolas Sarkozy, de nouveau ministre de l'Intérieur.
Le 16 mai 2007, le jour de son investiture à la présidence de la République, Nicolas Sarkozy la nomme directrice de son cabinet. C'est elle qui signe le contrat Publifact animée par Patrick Buisson le 1er juin 2007, à propos duquel Anticor dépose une plainte en octobre 2012. Le 26 septembre 2007, elle est nommée, comme l'était son prédécesseur, présidente du conseil d'administration du domaine national de Chambord.
Elle est à l’origine de propositions comme le bouclier fiscal ou la défiscalisation des heures supplémentaires.
En février 2008, après être intervenue, en tant que directrice de cabinet du président de la République, dans le débat sur la proposition polémique de faire étudier la Shoah aux enfants de CM2,, Emmanuelle Mignon se retrouve elle-même au cœur d'une autre polémique à la suite d'une interview au magazine VSD dans lequel elle aurait déclaré qu'il est temps de « s'interroger » sur l'église de Scientologie, qu'elle admet ne pas connaître, considérant que les sectes en France sont « un non-problème »,. Elle dément cette dernière déclaration le jour de parution de l'article, en confirmant que « soit ces mouvements et ces groupes troublent l'ordre public et abusent de la faiblesse psychologique des personnes, et dans ce cas ils doivent être poursuivis et sanctionnés. Soit ils ne troublent pas l'ordre public et respectent les personnes, et ils doivent alors pouvoir exister normalement conformément au principe de la liberté de conscience », et en jugeant que la Mission interministérielle de vigilance et de lutte contre les dérives sectaires (Miviludes) « ne fait rien », en dehors de son rapport annuel.
Après avoir organisé la réforme des institutions, elle est remplacée le 28 juillet 2008 par Christian Frémont, et est nommée conseillère auprès du président de la République, chargée des « états généraux de la presse », puis de la réforme territoriale. 
Elle fut directrice de publication du site Internet de l'Élysée.
Le 5 décembre 2009, Emmanuelle Mignon quitte l'Élysée pour retourner au Conseil d'État.

### Retour en tant que conseillère de Nicolas Sarkozy
Début 2012, Emmanuelle Mignon rejoint l'équipe de campagne de Nicolas Sarkozy. Elle est regardée comme un atout décisif pour Sarkozy, à la fois par des « visiteurs du soir » du président comme Alain Minc, comme par le candidat socialiste François Hollande.
Elle confie ultérieurement que son parcours de conseillère auprès de Nicolas Sarkozy fut une « énorme déception ».

### Condamnation dans l'affaire des sondages de l'Élysée
Le 3 juin 2015, elle est entendue dans l'enquête sur les sondages de l'Élysée. Ces investigations portent sur la régularité des contrats conclus sous le quinquennat de Nicolas Sarkozy entre l'Élysée et neuf instituts de sondage, notamment la société Publifact de Patrick Buisson. La garde à vue est levée le jour-même au soir. Le 2 février 2016, elle est finalement mise en examen dans cette affaire. Le 22 janvier 2022, elle est condamnée à 6 mois de prison avec sursis pour avoir « intentionnellement sacrifié le respect de l’État de droit républicain qu’elle était censée incarner en sa qualité de directrice de cabinet du président de la République à la satisfaction d’intérêts privés exprimés par deux proches du chef de l’État ».

### Carrière dans le privé
Le 19 mai 2010, Emmanuelle Mignon rejoint Front Line, société holding de Luc Besson, pour prendre en charge la Direction de la stratégie et du développement. Le 19 juillet 2010, elle devient secrétaire générale du groupe EuropaCorp du cinéaste.
Parallèlement à ses fonctions chez EuropaCorp, Emmanuelle Mignon rejoint le 6 juin 2011 le conseil consultatif de la startup Contract Live, plateforme de gestion de contrats en ligne. 
Fin janvier 2012, elle quitte EuropaCorp pour retourner au Conseil d'État.
En février 2015, elle rejoint en qualité d'associé le pôle Public Reglementaire Environnement du cabinet d'avocat August Debouzy.
Elle présente sa démission de l'administration et est radiée des cadres du Conseil d’État par décret du 28 septembre 2020 à compter du 23 août 2020,.

### Vice-présidence de LR
Elle est nommée en 2023 par Éric Ciotti vice-présidente de Les Républicains en charge de construire le projet du parti en vue des européennes de juin 2024 et de la présidentielle de 2027.
En juin 2024, dans une interview accordée au journal Les Echos, Emmanuelle Mignon attaque le programme économique du Rassemblement National en le qualifiant de « socialiste ».

## Décorations
Le 13 juillet 2010, Emmanuelle Mignon est nommée au grade de chevalier dans l'ordre national de la Légion d'honneur au titre de « maître des requêtes au Conseil d'Etat ; 20 ans de services civils et d'activités associatives ».